# Carlo Agostoni
Carlo Agostoni Faini (Milánó, 1909. március 23. – Mexikóváros, 1972. június 25.) olimpiai és világbajnok olasz párbajtőrvívó.